# Alfred Motté
Alfred Motté (Alfred Philippe Ferdinand Joseph Motté; * 2. Juni 1887 in Roubaix; † 31. Oktober 1918 in Sézanne) war ein französischer Hoch- und Weitspringer.
Bei den Olympischen Spielen 1908 in London wurde er Fünfter im Standhochsprung. Im Standweitsprung kam er nicht unter die ersten Sieben.
1912 wurde er bei den Olympischen Spielen in Stockholm Zehnter im Standweitsprung.
Dreimal wurde er Französischer Meister im Standweitsprung (1909, 1911, 1912) und zweimal im Standhochsprung (1907, 1908).